# Nikolaos Mantzaros
Nikolaos Halikiopoulos Mantzaros (AFI: [niˈkolaos xaliˈcjopulos ˈmand͡zaɾos]), in italiano Niccoló Calichiopulo Manzaro (in greco: Νικόλαος Χαλικιόπουλος Μάντζαρος; Corfù, 26 ottobre 1795 – Corfù, 12 aprile 1872) è stato un compositore greco.

## Biografia
Mantzaros fu il fondatore della scuola musicale delle Isole Ionie. Di origini aristocratiche veneziane, apparteneva ad una delle più importanti famiglie del Libro d'oro di Corfù e non si è mai considerato un compositore professionale, bensì un nobile dilettante. 
Imparò musica nella sua città natale dai fratelli Stefano (pianoforte) e Gerolamo (violino) Pojago, Stefano Moretti da Ancona (contrappunto) e un certo 'cavaliere' Barbati, probabilmente un napoletano (contrappunto, composizione e strumentazione).
Presentò le sue prime composizioni nel 1815 nel Teatro di San Giacomo a Corfù, e già nel 1819 fino al 1826 visitò l'Italia (Venezia, Milano, Napoli) dove incontrò altri compositori professionisti, come Niccolò Antonio Zingarelli. 
Compose anche musica sacra cattolica e ortodossa, musica strumentale, per pianoforte e per banda. Mise in musica il poema di Dionysios Solomos "Imnos tin eleuteria", destinato a diventare l'inno nazionale greco. 
Era amico di Niccolò Tommaseo, Severiano Fogacci, Vincenzo Nannuci, Paolo Costa e altri letterati italiani.